# Patricia Duque
Patricia Duque Cruz (Cartago, Valle del Cauca, 10 de julio de 1960) es una administradora de empresas y funcionaria pública colombiana. Fue designada como ministra del deporte por el gobierno de Gustavo Petro desde el 25 de febrero de 2025. Aunque no tiene militancia política, llegó al gobierno como cuota del Partido Conservador.

## Biografía
Es administradora de empresas de la Universidad Católica Popular del Risaralda y posee especializaciones en administración y finanzas de la Fundación Universidad Central de Bogotá, así como en ciencias administrativas, económicas o financieras de la Universidad Militar Nueva Granada.
Fue personera local de Bogotá entre 2003 y 2005, directora financiera del Concejo de Bogotá entre 2005 y 2010, también fue asesora de despacho del Instituto Distrital de Recreación y Deporte (IDRD) entre 2011 y 2012. Además fue superintendente de Servicios Públicos Domiciliarios del 2012 al 2016, durante el gobierno de Juan Manuel Santos.

## Vida personal
Duque está casada con el periodista deportivo Héctor Palau Saldarriaga y es madre del cantante colombiano Juan Palau.